# Iglesia de San Juan Evangelista (Melegís)
La iglesia parroquial de San Juan Evangelista de la localidad española de Melegís, en el municipio de El Valle (provincia de Granada) fue construida en 1560 en época de la repoblación en la provincia de Granada y especialmente en el Valle de Lecrín según los postulados de los estilos renacentista en la portada de cantería, y mudéjar, en la armadura que cubre la nave. 
En su construcción participaron canteros, albañiles y carpinteros muy conocidos en la época, perteneciendo la nave, portadas, sacristía y torre a Bartolomé Villegas y al carpintero Francisco Hernández la realización de la armadura original, perdida en la rebelión de los moriscos, siendo la ejecución de la armadura actual, realizada en 1599, obra del carpintero Alonso López Zamudio. La estructura del templo muestra el depurado tratamiento que se le dio a esta fábrica en el momento de mejor desarrollo de la arquitectura mudéjar granadina.

## Descripción
En origen, la iglesia constaba de una nave y de la torre-campanario adosada a la capilla mayor. Posteriormente se le han añadido dos capillas en los laterales así como otras dependencias. No obstante, el templo mantiene el marcado esquema longitudinal de la nave concebido en el proyecto inicial, efecto que se refuerza al cubrirse con una armadura continua, desde los pies con lima bordón, hasta la cabecera con limas moamares. 
Su interior presenta planta rectangular muy alargada y presbiterio a mayor altura, ambos cubiertos con la misma armadura, continua, de limabordón en los pies de la nave y moamares en la capilla mayor, perfilada con nueve tirantes pareados apeando igual que los cuadrales sobre canes de cartela. A los pies de la iglesia se levanta el coro cubierto con antepecho de balaustres de hierro.
Las dos capillas, ubicadas hacia el centro de la nave, se abren en los muros laterales a través de un vano de medio punto. Tienen planta cuadrada y están cubiertas con bóvedas esquifadas. La tercera capilla, o capilla Bautismal se abre a los pies del templo en el muro perimetral del costado izquierdo. La sacristía es un recinto de planta rectangular, que comunica con la capilla mayor por su lateral izquierdo.
En el exterior del templo se abren dos portadas de corte clasicista, ambas construidas en piedra. La portada principal o de los pies se estructura en dos cuerpos. En el primero se abre un vano de medio punto dovelado y recercado con moldura superior, que descansa sobre pilastras cajeadas dóricas. El conjunto se encuentra delimitado por una gruesa moldura que en la zona superior configura un alfiz, mostrando en las enjutas pequeños
tondos. Una cornisa volada da paso al segundo cuerpo formado por un óculo inscrito en un recuadrado moldurado flanqueado por dos tondos y coronado por una cornisa superior.
La portada abierta en el muro perimetral derecho de la iglesia, presenta un vano de medio punto sobre pilastras dóricas. En la zona superior se remata con una cornisa volada.
La torre adosada en el lateral derecho del presbiterio, rompe la horizontalidad del resto de la estructura de la iglesia. Tiene planta rectangular y alzado de tres cuerpos, separados por una cornisa moldurada. Los dos primeros presentan, en su frente noreste vanos adintelados. En los cuatro lados del cuerpo de campanas se abren vanos de medio punto dovelados, dos en los frentes mayores y uno en los menores. Las enjutas se encuentran cubiertas con cerámica vidriada de tipo sevillano, habitual en las torres granadinas entre 1560 y 1580.

## Fuente
- Este artículo incluye contenido derivado de una disposición relativa al proceso de protección, incoación o declaración de un bien cultural o natural publicada en el BOE n.º 75 el 28 de marzo de 2003 (texto), el cual está libre de restricciones conocidas en virtud del derecho de autor de conformidad con lo dispuesto en el artículo 13 de la Ley de Propiedad Intelectual española.

- Datos: Q97603178